# Le Chemin de l'Amérique
Le Chemin de l'Amérique est une bande dessinée dessinée par Baru et écrite par Jean-Marc Thévenet publiée en 1990 par Albin Michel. Cet album, qui évoque la guerre d'Algérie à travers le destin du boxeur amateur fictionnel Saïd Boudiaf, a obtenu l'Alph-Art du meilleur album français au festival d'Angoulême 1991. 

## Récompenses
- 1991 : Alph'Art du meilleur album français au festival d'Angoulême[1].